# Tsai-Fan Yu
Tsai-Fan Yu (chinês: 郁采蘩, pinyin: Yù Cǎifán, Wade–Giles: Yü Ts'ai-fan; Xangai, 24 de outubro de 1911 — Nova Iorque, 2 de março de 2007) foi uma médica chinesa-estadunidense, pesquisadora e a primeira mulher a ser nomeada como professora titular da Escola de Medicina Mount Sinai. Ela ajudou a desenvolver uma explicação para a causa da gota e experimentou os primeiros medicamentos para tratar a doença, que ainda estão em uso atualmente.

## Início de vida e educação
Yu nasceu em Xangai, China, em 1911. Aos 13 anos, sua mãe morreu e seu pai trabalhou em três empregos para ajudar a sustentar suas ambições educacionais. No segundo ano do Ginling College, na China, Yu foi admitida no Peking Union Medical College com bolsa integral e recebeu seu diploma de medicina com as mais altas honras, em 1939. No mesmo ano, Yu se tornou a Residente Chefe em Clínica Médica do Peking Union Medical College.

## Carreira e pesquisa
Enquanto estava na China, Yu pesquisou as várias doenças encontradas em frutas cítricas e em feijões. Yu veio para Nova Iorque em 1947 e tornou-se cidadã dos Estados Unidos em 1950. Ela lecionou no Colégio de Médicos e Cirurgiões da Universidade Columbia até entrar para o corpo docente do Mount Sinai Medical Center em 1957, onde passaria o resto de sua carreira. Em 1973, Yu se tornou a primeira mulher a ser nomeada professora titular no Hospital Mount Sinai, um dos maiores e mais antigos hospitais de ensino dos Estados Unidos.

### Causas da gota
Yu conduziu uma extensa pesquisa na qual foi continuamente financiada pelo Instituto Nacional da Saúde por 26 anos. Ela começou a estudar a função renal em várias doenças, como a doença de Wilson, antes de concentrar sua pesquisa na gota no Mount Sinai. Yu ajudou a estabelecer uma compreensão da relação metabólica entre níveis elevados de ácido úrico e a dor sentida por pacientes com gota. Ela teve como objetivo classificar e determinar as diferenças entre as várias formas de gota, como a artrite gotosa aguda e a gota tofágica crônica. Yu também estudou o efeito que outras condições medicamentosas têm na apresentação da gota. Ela descobriu que cerca de metade dos pacientes com gota tem outras condições medicamentosas associadas, incluindo hipertensão, proteinúria, diabetes e hiperlipidemia.

### Tratamento da gota
No início da década de 1950, Yu desenvolveu medicamentos comprovadamente eficazes no tratamento da gota. Além disso, Yu e seu colega Alexander B. Gutman ajudaram a estabelecer uma clínica inovadora no Mount Sinai para o tratamento da gota, uma das primeiras clínicas de gota nos Estados Unidos, no Mount Sinai. Yu estudou a probenecida, uma droga uricosúrica que causa a remoção do excesso de ácido úrico por ser excretada na urina. Posteriormente, ela conduziu um estudo de cinco anos, publicado em 1961, no qual descobriu a colchicina, uma droga anti inflamatória que previne ataques recorrentes de gota aguda. Em 1953, Yu conduziu pesquisas sobre a fenilbutazona como tratamento para vários distúrbios artríticos, sendo um deles a artrite gotosa aguda. Ela e seus colegas descobriram que as injeções de fenilbutazona levam a uma depuração de urato significativamente maior e uma excreção mais eficiente, tornando-o eficaz no tratamento da gota aguda. Na década de 1960, Yu desenvolveu estudos sobre os mecanismos da gota e logo descobriu o alopurinol, uma droga que ajuda a prevenir a formação de ácido úrico e é usada no tratamento da gota e pedras nos rins. Em 1980, ela estudou o carprofeno e seu efeito na excreção urinária. Ela descobriu que era eficaz no tratamento da artrite gotosa aguda e recomendou mais ensaios. Enquanto estava no Hospital Mount Sinai, Yu ajudou a estabelecer um dos primeiros testes de laboratório sistematizados para o diagnóstico de artrite reumatoide.
Em 1972, Yu foi co-autora e publicou Gout and Uric Acid Metabolism e, em 1982, publicou o livro The Kidney in Gout and Hyperuricemia.

## Prêmios e honras
Aos 81 anos, Yu aposentou-se como a primeira professora mulher no Hospital Mount Sinai com o status de professora emérita em 1992. Ela recebeu o Prêmio de Realização de Carreira Distinta do Mount Sinai Medical Center. Ela também recebeu o prêmio Master da American Association of Rheumatology por seu trabalho no diagnóstico da artrite reumatoide. Em 2004, a Fundação Tsai-Fan Yu foi estabelecida como uma corporação filantrópica sem fins lucrativos. Ao longo de sua carreira, ela trabalhou com mais de 4 000 pacientes com gota em uma das maiores clínicas com foco na gota. Ela também publicou 220 artigos em jornais científicos e era conhecida por sua capacidade de traduzir pesquisas de laboratório em um tratamento eficaz para pacientes. Ela foi tia de Hua Eleanor Yu, professora de imunoterapia de tumores e ganhadora do Prêmio de Pesquisa Humboldt. Yu morreu aos 95 anos, em março de 2007, devido a complicações respiratórias no Mount Sinai Medical Center, em Manhattan.